# Padirac (cràter)
Padirac és un cràter de l'asteroide de la família Coronis del cinturó principal, (243) Ida, situat amb el sistema de coordenades planetocèntriques a -4.3 ° de latitud nord i 5.2 ° de longitud est. Fa un diàmetre de 1.9 km. El nom va ser fet oficial per la UAI el 1997 i fa referència a l'avenc de Gouffre de Padirac, un avenc amb riu subterrani de Padirac (França).